# Micrathyria borgmeieri
Micrathyria borgmeieri là loài chuồn chuồn trong họ Libellulidae. Loài này được Santos mô tả khoa học đầu tiên năm 1947.